# Fußballauswahl der Mandschurei
Die Fußballauswahl der Mandschurei (chinesisch: 滿洲國國家足球隊; Pinyin: Mǎnzhōuguó Guójiā Zúqiú Duì) war eine internationale, nicht von der FIFA anerkannte Fußballmannschaft aus Mandschukuo und der von Japan besetzten östlichen Inneren Mongolei. 1939 wurde diese von ehemaligen Beamten der Qing-Dynastie mit Unterstützung des Japanischen Kaiserreich gegründet. Aufgrund der Nichtanerkennungspolitik der USA und anderer Länder gegenüber Mandschukuo, durfte das Team nicht der FIFA oder des IOC beitreten und war daher nicht zur Teilnahme an einer Fußball-Weltmeisterschaft oder den Olympischen Sommerspielen berechtigt. Ab 1942 war die Auswahlmannschaft nicht mehr aktiv und wurde irgendwann aufgelöst.

## Geschichte
Die ersten beiden Spiele fanden im September 1939 im Rahmen der Meisterschaftsspiele der Freundschaft mit Japan, Manchuku und China statt, einem in Japan organisierten Nachfolger der Far Eastern Championship Games, die mit dem Ausbruch des zweiten Chinesisch-Japanischen Krieges pausiert wurde. Das dritte Spiel fand bei den Ostasiatischen Spielen statt, um den 2600. Jahrestag des Japanischen Imperiums als auch um den Beginn der Großostasiatische Wohlstandssphäre zu feiern.

## Mandschukuo-Reich
Das Mandschukuo-Reich war ein von Japan kontrollierter Marionettenstaat, der von 1932 bis 1945 in Nordostchina existierte. Es wurde auf dem Territorium der chinesischen Provinzen Liaoning, Jilin und Heilongjiang gegründet und von Puyi, dem letzten Kaiser der Qing-Dynastie, als nominellem Staatsoberhaupt regiert. Mandschukuo diente in erster Linie den Interessen Japans und wurde genutzt, um chinesisches Territorium zu kontrollieren und wirtschaftliche Ressourcen auszubeuten. Es war international nicht anerkannt und endete mit Japans Niederlage im Zweiten Weltkrieg im Jahr 1945.

## Liste der von Mandschurei gespielten Spiele
| Datum             | Ort                  | Team        | Ergebnis  | Gegner         | Turniere/Freundschaftsspiele                     |
| ----------------- | -------------------- | ----------- | --------- | -------------- | ------------------------------------------------ |
| 3. September 1939 | Xinjing, Mandschurei | Mandschurei | 0-6       | Japan          | 3-Nationen-Spiele                                |
| ? September 1939  | Xinjing, Mandschurei | Mandschurei | Unbekannt | Republik China | 3-Nationen-Spiele                                |
| 7. Juni 1940      | Tokyo, Japan         | Mandschurei | 0-7       | Japan          | Turnier zum 2600-jährigen Jubiläum Japans        |
| 16. Juni 1940     | Nishinomiya, Japan   | Mandschurei | 1-1       | Philippinen    | Turnier zum 2600-jährigen Jubiläum Japans        |
| 19. Juni 1940     | Osaka, Japan         | Mandschurei | 1:0       | Republik China | Turnier zum 2600-jährigen Jubiläum Japans        |
| 9. August 1942    | Xinjing Mandschurei  | Mandschurei | 1-3       | Japan          | Turnier zum 10-jährigen Jubiläum der Mandschurei |
| 10. August 1942   | Xinjing Mandschurei  | Mandschurei | 3-1       | Republik China | Turnier zum 10-jährigen Jubiläum der Mandschurei |
| 11. August 1942   | Xinjing Mandschurei  | Mandschurei | 10-1      | Mengjiang      | Turnier zum 10-jährigen Jubiläum der Mandschurei |